# كيت (جورجيا)
كيت (بالإنجليزية: Kite, Georgia)‏ هي بلدة تقع في مقاطعة جونسون بولاية جورجيا في الولايات المتحدة. تبلغ مساحتها 2.1 (كم²)، وترتفع عن سطح البحر 76 م، بلغ عدد سكانها 241 نسمة في عام 2000 حسب إحصاء مكتب تعداد الولايات المتحدة وتصل الكثافة السكانية فيها 114.8 نسمة/كم2.

## وصلات خارجية
- The US50 - Cities and Towns in Georgia State
- Georgia Cities and Towns, Facts, Map, Flag, Colleges, Government, and More